# Dendrochirus biocellatus
Dendrochirus biocellatus là một loài cá biển thuộc chi Dendrochirus trong họ Cá mù làn. Loài này được mô tả lần đầu tiên vào năm 1938.

## Từ nguyên
Tính từ định danh biocellatus trong tiếng Latinh có nghĩa là “có hai đốm to như mắt”, có lẽ hàm ý đề cập đến hai đốm đen lớn ở phía sau vây lưng mềm của loài cá này.

## Phân bố
D. biocellatus có phân bố rộng khắp khu vực Ấn Độ Dương - Thái Bình Dương, từ Đông Phi trải dài về phía đông đến quần đảo Line và Tuamotu, ngược lên phía bắc đến bờ nam Nhật Bản (tới bán đảo Kii) và quần đảo Mariana, giới hạn phía nam đến Tây Mascarene, các rạn san hô trên biển Timor (ngoài khơi tây bắc Úc) và Nouvelle-Calédonie. Ở bờ biển Việt Nam, D. biocellatus mới được ghi nhận trong vịnh Nha Trang và ngoài khơi quần đảo Hoàng Sa và quần đảo Trường Sa.
D. biocellatus sống trên rạn san hô, đặc biệt là vùng nước trong với mật độ san hô dày, được tìm thấy ở độ sâu đến ít nhất là 40 m.

## Mô tả
Chiều dài cơ thể lớn nhất được ghi nhận ở D. biocellatus là 13 cm. Loài này có màu đỏ cam, thường có 3 dải sọc mờ trên thân. Phần đầu từ trước hốc mắt đến rìa nắp mang rất sẫm màu, gần như đen. Có vạch trắng trước mắt. Vây ngực và vây hậu môn có các dải sẫm và trắng xen nhau. Vây lưng mềm đặc biệt có 2 đốm tròn đen viền trắng giúp phân biệt với các loài khác trong chi Dendrochirus. Vây đuôi trong mờ, có các hàng chấm đen. Có râu như xúc tu ở phía trước miệng.
Số gai ở vây lưng: 13; Số tia vây lưng: 9; Số gai ở vây hậu môn: 3; Số tia vây hậu môn: 5; Số tia vây ngực: 20–21.

## Sinh thái
D. biocellatus dành cả ngày để trốn trong hang và hải miên, và chỉ ra ngoài vào ban đêm để kiếm ăn.